# Икоев, Христофор Борисович
Христофор Борисович Икоев (1893 год — 1973 год) — звеньевой колхоза имени Осипенко Пригородного района Северо-Осетинской АССР. Герой Социалистического Труда (1948).
Трудился в колхозе имени Осипенко (позднее — имени Коста Хетагурова) Пригородного района. В 1947 году звено Христофора Икоева собрало в среднем по 70,7 центнеров зерна кукурузы на участке площадью 10 гектаров. Указом Президиума Верховного Совета СССР от 9 марта 1948 года «за получение высоких урожаев пшеницы и кукурузы при выполнении колхозом обязательных поставок и натуроплаты за работу МТС в 1947 году и обеспеченности семенами зерновых культур для весеннего сева 1948 года» удостоен звания Героя Социалистического Труда с вручением ордена Ленина и золотой медали «Серп и Молот».
С 1964 года проживал в доме № 82 (объект культурного наследия) по улице Зангиева во Владикавказе. Скончался в 1973 году.